# Форгензе
„Форгензе“ (на немски: Forggensee) е изкуствено езеро в Бавария, Германия по поречието на река Лех.
Построено е между 1950 и 1954 г. и се използва като водохранилище за регулиране високите приливи и на водоподаването към река Дунав, както и за производство на електроенергия.
Разположено е на около 30 км от Гармиш-Партенкирхен в подножието на Алпите. Заема естествена котловина в терена, което обяснява нехарактерното като за изкуствен водоем очертание на бреговата ивица.
„Форгензе“ е сред най-чистите езера в Южна Германия. Използва се за почти всички видове водни спортове, опасано е от колоездачни писти.
С размерите си 8,7 km дължина и 2,8 km широчина се нарежда на 5-о място във федералната провинция. Площта му е 15,2 km2, а обемът – 168 милиона m3. Площта на водосборния му басейн е 1594 km2 Максималната дълбочина е 34,8 m, а средната – 9,2 m.
Намира се в зона на умерен планински климат, като през юни – юли температурата му варира в рамките на 24 – 28 °С, а през зимата е не повече от −1 °С.